# Bumbu (cuisine)

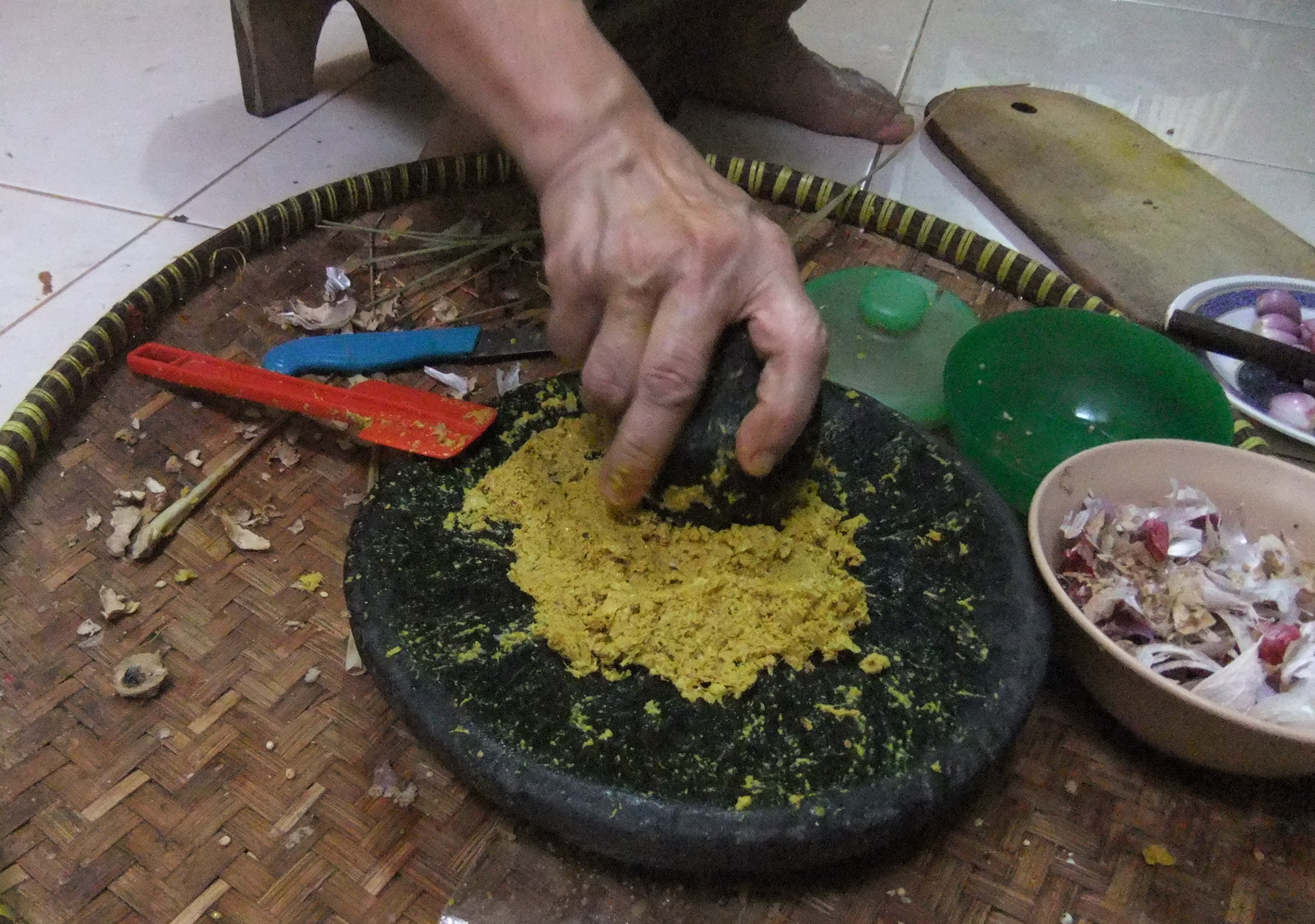
Façon traditionnelle de broyer un bumbu à l'aide d'un mortier et pilon.

Le bumbu est un mot indonésien pour désigner un mélange d'épices, et désigne plus généralement des mélanges d'épices, des sauces et des pâtes d'assaisonnement. On le trouve très généralement dans la cuisine indonésienne et ses recettes varient dans la cuisine balinaise, javanaise, soundanaise, padang, de Batak et de Manado. Il est utilisé sur de la viande, de la volaille, des produits de la mer et des légumes ; en ragoût, soupe, barbecue, sotos, gulai, ainsi qu'en assaisonnement typique dans les nouilles instantanées indonésiennes.
Le mélange s'effectue de plusieurs façons, le plus souvent broyé à l'aide d'un mortier et d'un pilon, aujourd'hui à l'aide d'un blender ou d'un robot de cuisine. Ce mélange est essentiellement utilisé en friture et déposé dans une huile de cuisson chaude avant les ingrédients principaux.

## Fonction

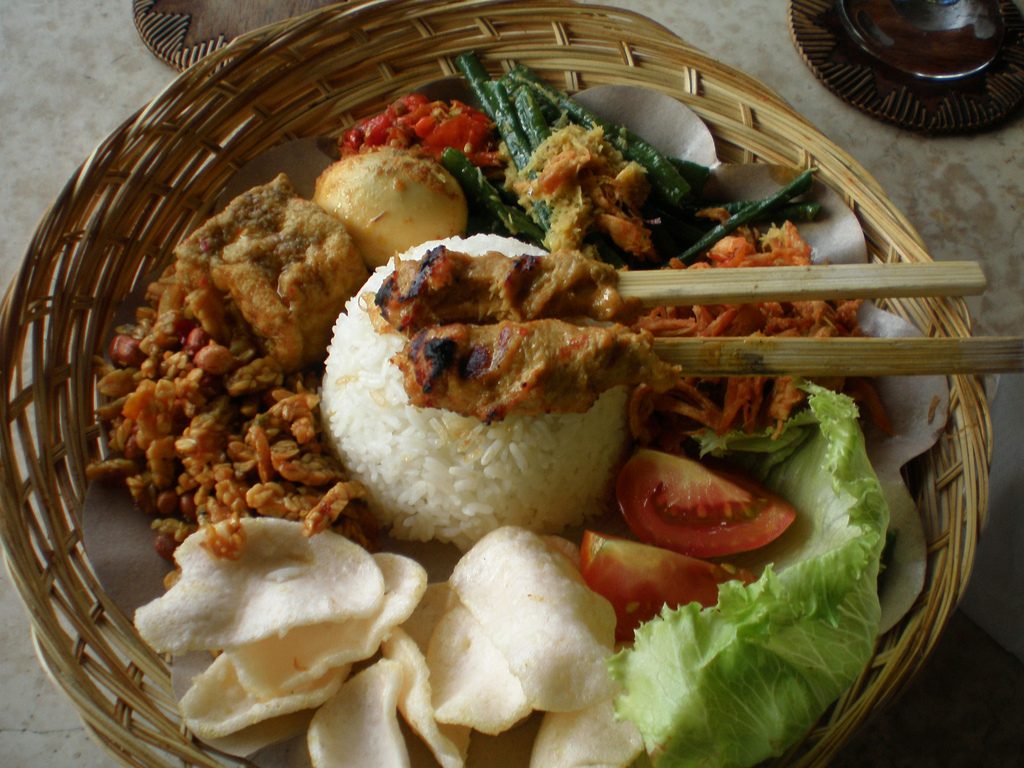
Des plats tels que le nasi campur sont riches en bumbu.

La fonction principale du bumbu est la même que celle des épices ; c'est un agent de flaveur, qui ajoute, enrichit et/ou rehausse le goût et l'odeur. Cependant, dans le climat tropical de l'Indonésie, et avant la découverte de la réfrigération, la cuisson avec des épices était utilisée à des fins hygiéniques et antibactériennes, ainsi que pour améliorer la sécurité alimentaire. Les épices utilisées dans les bumbu comme l'ail, l'échalote, le gingembre et le galanga utilisés par exemple dans le rendang, ont des propriétés antimicrobiennes. Certaines épices sont connues pour inhiber la prolifération des microbes, ce qui augmente la conservation, la durée de vie et de consommation de certains plats.

## Épices

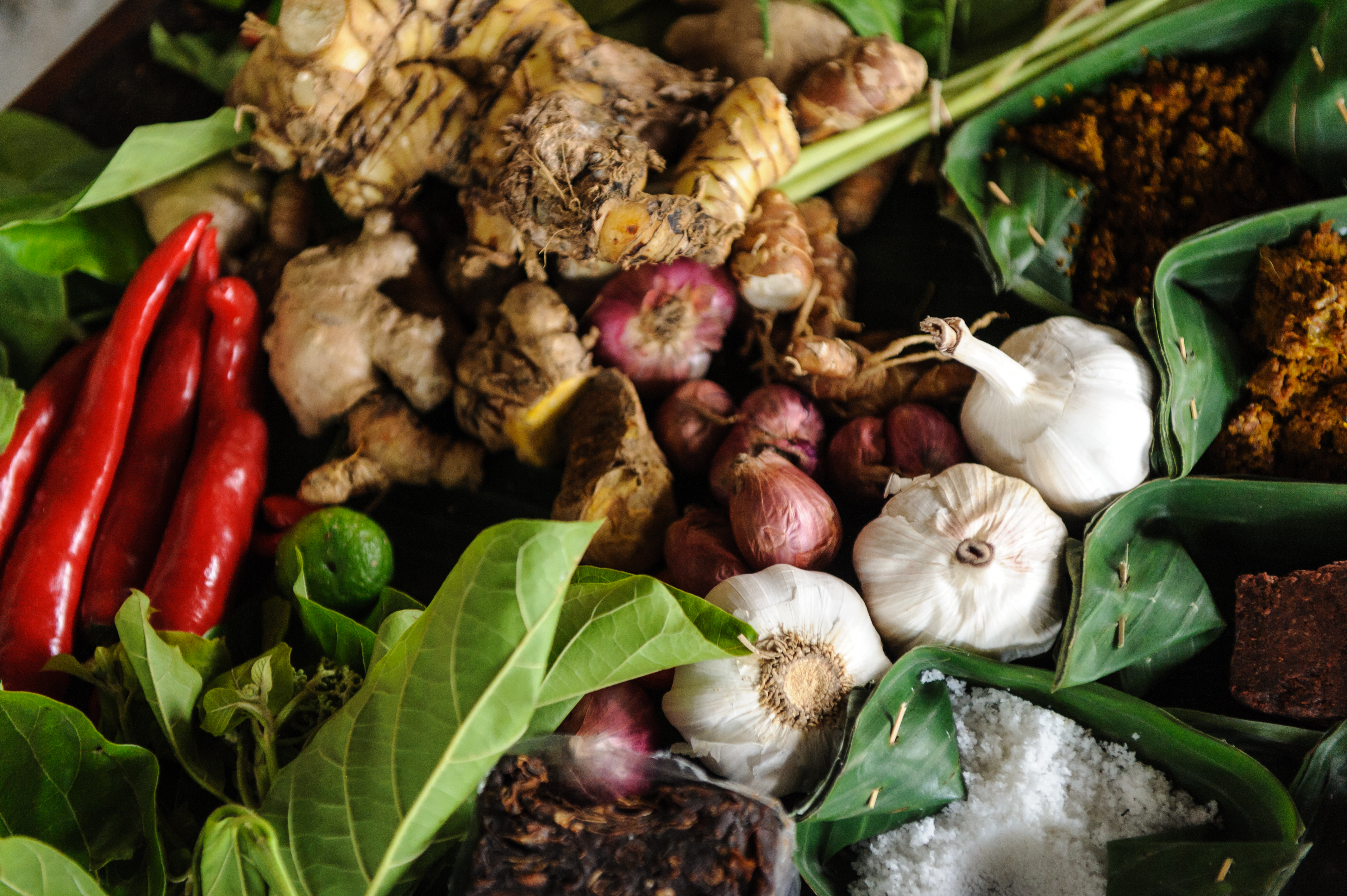
Plusieurs épices indonésiennes.

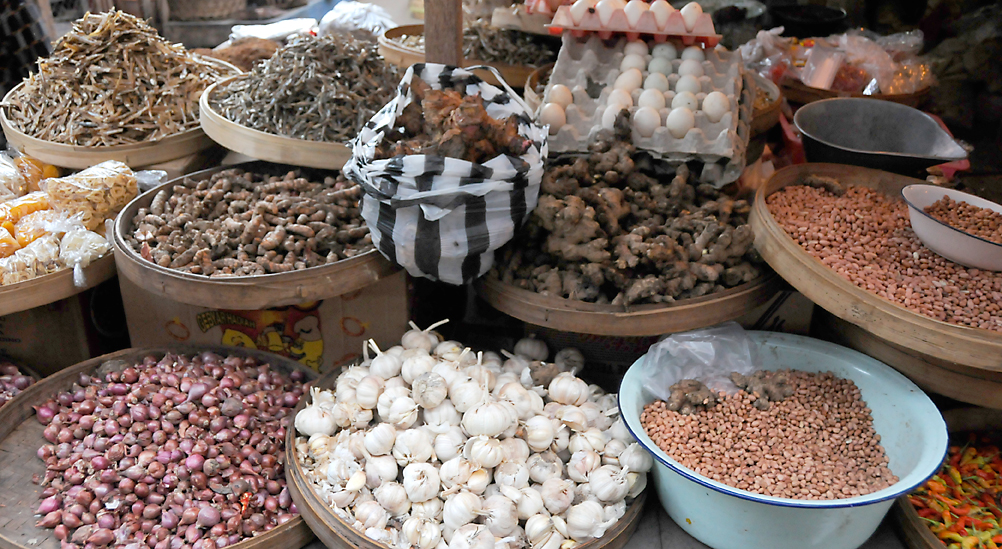
Épices sur un marchés traditionnel.

Connues à travers le monde comme « l'île aux Épices », les Moluques ont contribué à l'introduction d'épices indigènes dans de nombreuses cuisines à travers le monde. Des épices comme pala (Noix de muscade), cengkeh (clou de girofle),  kemiri (noix des Moluques), daun pandan (feuilles de pandanus), kluwek (Pangium edule) et le laos (galanga) sont originaires d'Indonésie. Les lada hitam (poivre noir), kunyit (curcuma), sereh (citronnelle), salam koja (feuilles de curry), bawang merah (échalote), kayu manis (cannelle), ketumbar (coriandre) et asam jawa (tamarin) proviennent d'Inde, tandis que les jahe (gingembre), daun bawang (cébette) et bawang putih (ail) proviennent de Chine.
Les épices et condiments du Nouveau Monde, comme le piment et la tomate, furent introduits par les Portugais et les Espagnols durant l'âge d'exploration au XVIe siècle. La liste des épices utilisées dans un bumbu sont, :
- adas manis (anis)
- andaliman (poivre du Sichuan)
- asam jawa (tamarin)
- bawang merah (échalote)
- bawang putih (ail)
- bunga lawang (anis étoilé)
- cabai merah (piment rouge)
- cabai rawit (piment œil d'oiseau)
- cengkeh (clou de girofle)
- daun bawang (poireau ou cébette)
- daun kari ou salam koja (kaloupilé)
- daun pandan (feuille de pandanus)
- daun salam (herbe aromatique Indonésienne)
- jahe (gingembre)
- jeruk nipis (lime)
- jeruk purut (combava)
- jintan (carvi)
- kapulaga (cardamome)
- kayu manis (cannelle)
- kecombrang (rose de porcelaine)
- kemiri (noix des Moluques)
- ketumbar (coriandre)
- kluwek ou keluwak (Pangium edule)
- kunyit ou kunir (curcuma)
- lada hitam (poivre noir)
- lengkuas ou laos (galanga)
- pala (noix de muscade)
- sereh (citronnelle)
- temu kunci (Boesenbergia rotunda)
- temu lawak (curcuma)

Le choix des épices et ses innombrables combinaisons offrent de nombreuses recettes de bumbu.

## Assaisonnements

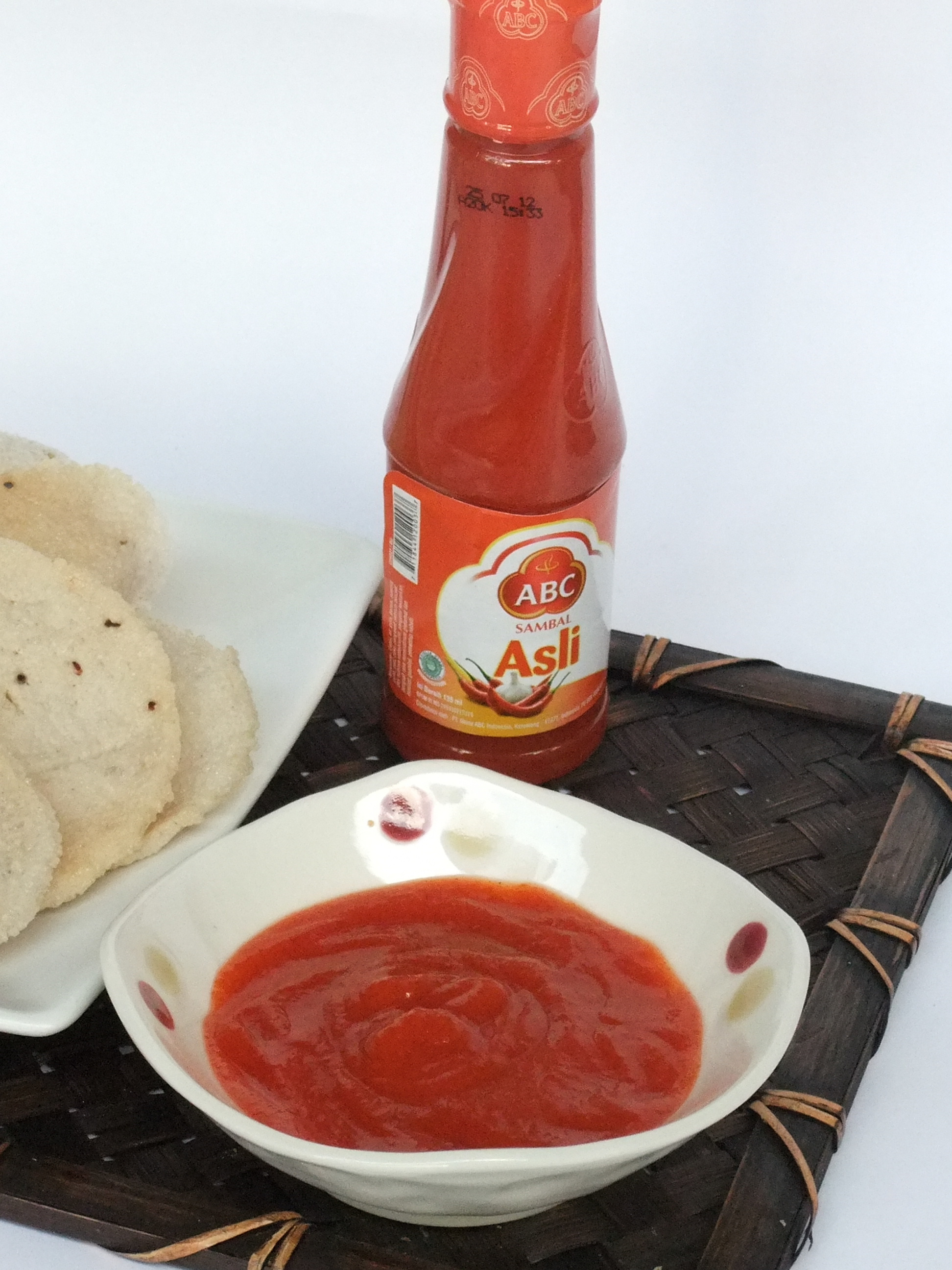
Sambal en bouteille.

La cuisine indonésienne recense de nombreuses sauces, condiments et assaisonnements, certaines basiques, certaines développées, certaines influencées :
- ang ciu (vin rouge de cuisine chinois)
- bubuk kaldu (poudre de bouillon), proche du bouillon cube mais en poudre granulée.
- cuka (vinaigre)
- garam (sel)
- gula merah ou gula jawa (sucre de palme)
- kacang tanah (arachide), frites, broyées, épicées et hydratées pour faire la sauce saté. Des poudres à hydrater existent en magasin pour assaisonner des sates, pecel ou gado-gado.
- kecap asin (sauce de soja)
- kecap ikan (sauce de poisson)
- kecap inggris (sauce Worcestershire)
- kecap manis (sauce de soja sucrée)
- minyak kelapa (huile de coco)
- minyak samin (ghi)
- minyak wijen (huile de sésame)
- minyak zaitun (huile d'olive)
- petis (type de pâte de crevette)
- santan (lait de coco)
- saus cabai ou sambal botol (sambal)
- saus tomat (ketchup)
- saus tiram (sauce d'huître)
- tauco (pâte de soja fermentée)
- terasi (pâte de crevette)
- vetsin ou mecin (glutamate monosodique)

Plus récemment, des sauces étrangères ont fait leur apparition dans la cuisine indonésienne :
- mayones (mayonnaise)
- mostar (moutarde)
- saus barbekyu (sauce barbecue)
- saus teriyaki (sauce teriyaki)

## Principauxbumbu

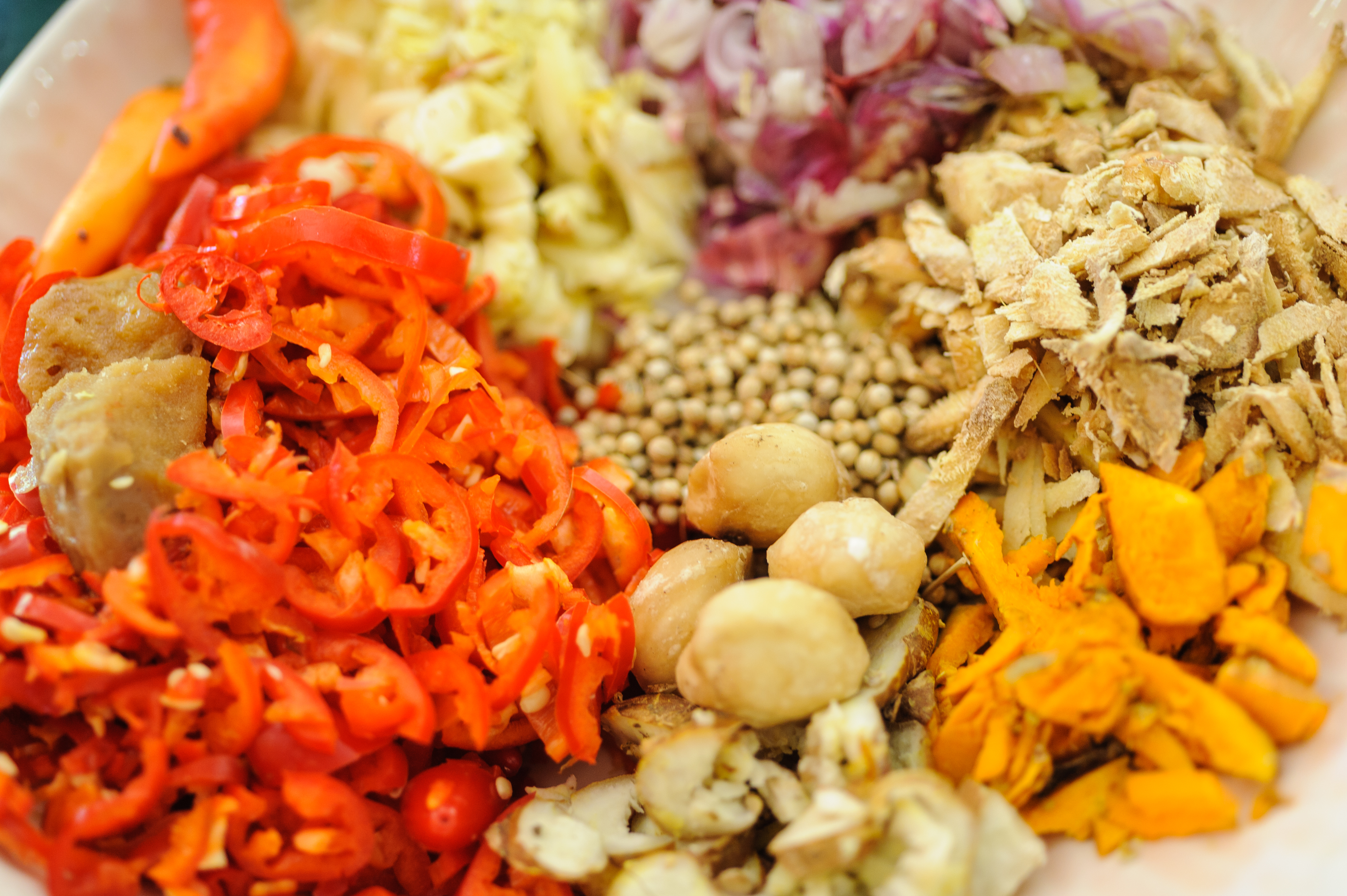
Ingrédients principaux.

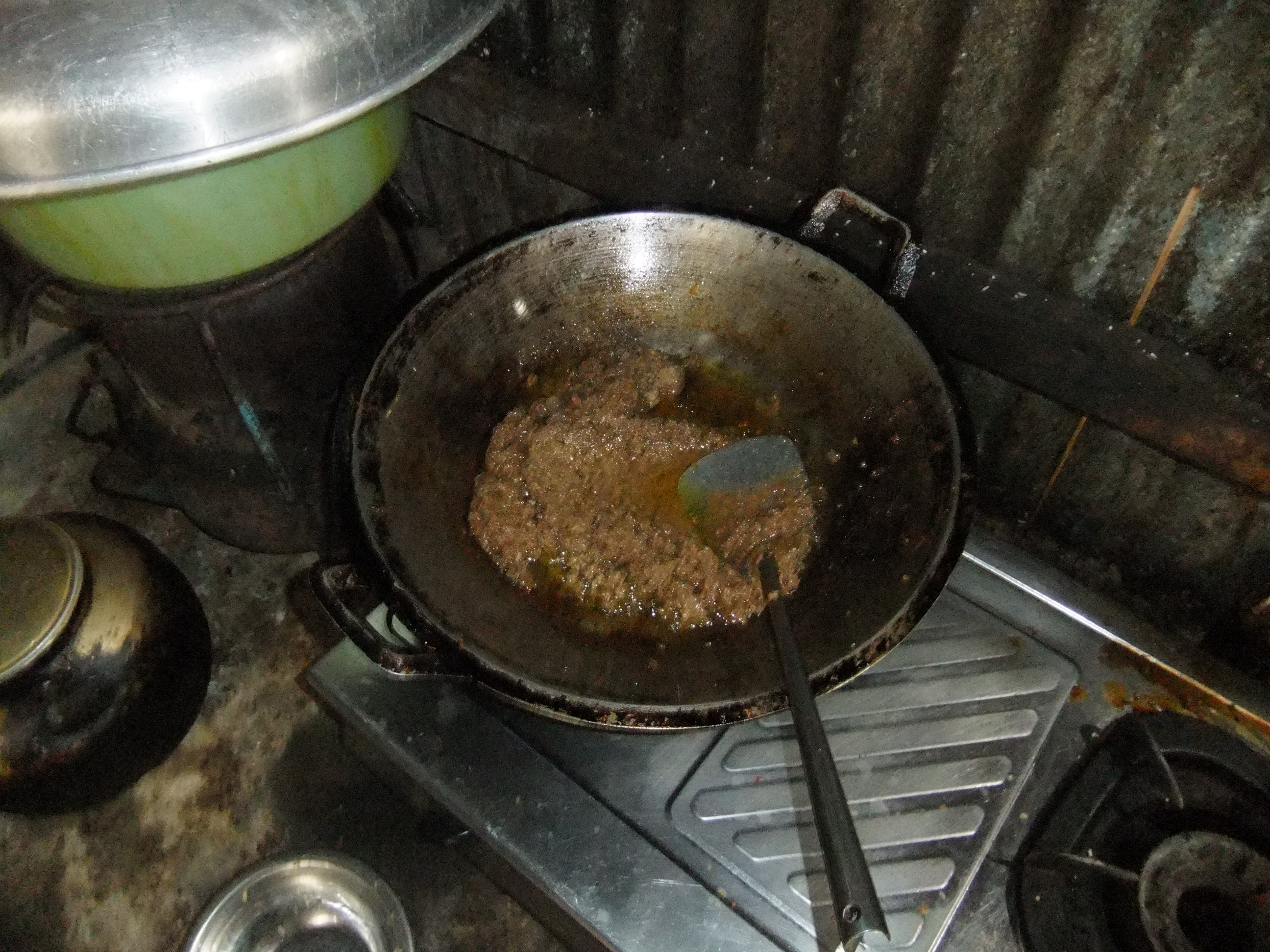
Pâte de bumbu frite dans de l'huile de coco.

Dans la cuisine indonésienne, il existe une myriade de recettes de bumbu en fonction notamment des régions. Mais il en existe quatre principaux, classés par couleurs :
1. bumbu dasar putih (bumbu blanc classique) : échalotes, ail, galanga, noix de bancoul et coriandre, frits dans du lait de coco. Utilisé dans de nombreux plats tels que l'opor ayam, le sayur lodeh, les soto… Il rentre également dans la cuisson du rawon, du semur, du mie goreng, de légumes et du tofu ;
2. bumbu dasar merah (bumbu rouge classique) : piment rouge, échalotes, ail, tomate, pâte de crevette, sucre de coco, sel, le tout frit dans du lait de coco ;
3. bumbu dasar kuning (bumbu jaune classique) : échalotes, ail, noix de bancoul, curcuma, coriandre, gingembre, galanga, poivre noir, frits dans du lait de coco ;
4. bumbu dasar jingga/oranye (bumbu orange classique) : piment rouge, échalotes, ail, carvi, anis étoilé, coriandre, noix de bancoul, curcuma, gingembre, galanga, poivre noir, frits dans du lait de coco.